# EPTV Sul de Minas
EPTV Sul de Minas é uma emissora de televisão brasileira sediada em Varginha, cidade do estado de Minas Gerais. Opera no canal 5 (42 UHF digital) e é afiliada à TV Globo. É uma das quatro emissoras da EPTV, rede de televisão baseada em Campinas, São Paulo, gerando sua programação para o sul de Minas Gerais, abrangendo 141 municípios da região.

## Sinal digital
| Canal virtual | Canal digital | Resolução de tela | Programação                                      |
| ------------- | ------------- | ----------------- | ------------------------------------------------ |
| 5.1           | 42 UHF        | 1080i             | Programação principal da EPTV Sul de Minas/Globo |

No dia 25 de fevereiro de 2010, o ministro das comunicações Hélio Costa foi a Varginha para assinar a autorização para implantação do sinal digital no município. A EPTV Sul de Minas foi a última das quatro emissoras da EPTV a iniciar suas transmissões digitais, inicialmente através do canal 31 UHF. Pouco antes de terminar a fase de testes, a emissora migrou para o canal 42 UHF.
O lançamento oficial das transmissões ocorreu em 8 de junho, às 12h15, durante o Jornal da EPTV, numa cerimônia que contou com a presença de diretores da emissora, do prefeito de Varginha Eduardo Corujinha, e de um representante da prefeitura de Poços de Caldas. A emissora passou a produzir seus programas em alta definição em 2 de abril de 2012. Entre as emissoras da EPTV, ela também foi a última a receber esta mudança.
Transição para o sinal digital
Com base no decreto federal de transição das emissoras de TV brasileiras do sinal analógico para o digital, a EPTV Sul de Minas, bem como as outras emissoras de Varginha, irá cessar suas transmissões pelo canal 05 VHF em 30 de Junho de 2025, seguindo o cronograma oficial da ANATEL.